# Sân vận động Quốc gia Bahrain
Sân vận động Quốc gia Bahrain (tiếng Ả Rập: ستاد البحرين الوطني; phiên âm: Stād al-Bahrayn al-Watanī) là sân vận động quốc gia của Bahrain nằm ở phía đông Riffa. Sân có sức chứa 24.000 chỗ ngồi và được sử dụng chủ yếu cho các trận đấu bóng đá.
Sân được xây dựng từ năm 1982, Sân vận động đã được cải tạo vào tháng 12 năm 2012 để tổ chức giải đấu Cúp bóng đá vịnh Ả Rập lần thứ 21.

## Các trận đấu bóng đá quốc tế
| Ngày                | Giải đấu | Đội tuyển | Kết quả | Đội tuyển  | Khán giả |
| ------------------- | -------- | --------- | ------- | ---------- | -------- |
| 10 tháng 9 năm 2018 | Giao hữu | Bahrain   | 0–0     | Trung Quốc | 57       |